# Saint-Victor-Malescours
Saint-Victor-Malescours – miejscowość i gmina we Francji, w regionie Owernia-Rodan-Alpy, w departamencie Górna Loara.
Według danych na rok 1990 gminę zamieszkiwało 476 osób, a gęstość zaludnienia wynosiła 33 osoby/km² (wśród 1310 gmin Owernii Saint-Victor-Malescours plasuje się na 421. miejscu pod względem liczby ludności, natomiast pod względem powierzchni na miejscu 646.).